# 花咲アキラ
花咲 アキラ（はなさき アキラ、1956年3月1日 - ）は、日本の漫画家。富山県新湊市（現・射水市）本江出身。本名は、花崎昭（読み同じ）。

## 略歴
1981年、『シンペイの航海』でデビュー。
代表作に1983年から「ビッグコミックスピリッツ」（小学館）に連載中の『美味しんぼ』（原作：雁屋哲）がある。
1986年、『美味しんぼ』で第32回小学館漫画賞を受賞。
富山県出身であることから『美味しんぼ』を使用した富山県の広報マンガ『美味しんぼ富山しあわせ勝負』の依頼を受けたことがある。ただし監修のみで作画自体は毛内浩靖が担当した。

## 作品リスト

### 漫画作品
- 美味しんぼ（原作：雁屋哲、既刊111巻）
- のぼうの城（原作：和田竜、全1巻）
- 歌え！平太 (未単行本化、学研 少年チャレンジ連載)

### その他
- マドロス・カモン（新湊市〔現・射水市〕のマスコットキャラクター[1]。ふるさと創生事業の一環として1989年5月2日にキャラクターが発表され[2]、同年8月1日に愛称が決定（1,207件の応募から選考。英語の「Come on」と「カモメ」の頭2文字の「カモ」を引用）[1]）